# Паметник на Съветската армия в Бургас
Паметникът на Съветската армия (известен с името Альоша) се намира в центъра на град Бургас. Построен е в периода 1952 – 1953 г. Композицията се състои от съветски войник с издигната към небето лява ръка, както и бронзови релефи пресъздаващи сцени от посрещането на съветските войски в Бургас през 1944 г.
След 10 ноември 1989 г. се водят спорове относно художествената и културно-историческата стойност на паметника и многократно е заявявано желание на граждани да бъде демонтиран.
Също така след 1989 г. паметника е чест обект на вандализъм.

## Описание
Паметникът на Съветската армия (наричан често „Альоша“ или „Альошата“) в Бургас изобразява съветски войник с издигната към небето лява ръка. Височината му е около 18 метра. Бронзовите релефи пресъздават сцени от Втората световна война и посрещането на съветските войски в Бургас. Намира се на централния бургаски площад „Тройката“. Построен е през 1952 – 1953 г. Автори са арх. Минко Минков и скулпторите Васил Радославов и Анета Атанасова.